# Smile (canción de Avril Lavigne)
«Smile» es una canción de la cantante canadiense Avril Lavigne, lanzada como el segundo sencillo de su cuarto álbum de estudio Goodbye Lullaby (2011). Esta fue escrita por Lavigne junto con Max Martin y Shellback, ambos considerados como dos de los productores más prestigiosos de la industria de la música. La canción habla de expresar su gratitud por una persona especial en su vida.

## Antecedentes
Lavigne escribió la canción con sus productores Max Martin y Shellback. «Smile» rinde homenaje a «la persona especial que fue capaz de ganar su corazón y poner una sonrisa en su rostro». Está respaldada por el ritmo de una batería y guitarras eléctricas. Lavigne preguntó a sus fanáticos a través de Twitter cuál debería ser el siguiente sencillo de su álbum, dando a elegir entre «Push» y «Smile». Posteriormente se confirmó que «Smile» sería el próximo sencillo, aunque algunos informes indicaban que Lavigne deseaba realizar el lanzamiento de «Push». El sello discográfico de la cantante, RCA Records, anunció que «Smile» sería estrenada en la radio polaca en abril, de la misma manera se estrenaría en otros territorios como Estados Unidos, Canadá, Nueva Zelanda, Asia y el Reino Unido.
Debido a los múltiples usos de groserías en la canción, se publicaron diferentes «ediciones limpias», siendo la oficial emitida en la mayoría de estaciones de radio. El lanzamiento digital de «Smile» en iTunes fue realizado oficialmente el 7 de junio de 2011, dicho lanzamiento fue anunciado por Lavigne mediante un vídeo en su Facebook oficial.

## Recepción

### Comentarios de la crítica
Nadine Cheung de AOL Music, comentó de manera positiva: «La nueva canción representa las mejores cualidades de Lavigne como estrella del pop», además alabó la «atrevida melodía con estribillos» y la introducción del «canto hablado». El escritor y crítico de Entertainment Weekly, Andy Greenwald, dijo: «Es canción atrevida, que habla de manipular bebidas y de hacerse tatuajes estando ebrio, restaurará a Avril a su lugar que le corresponde, por delante de Katy Perry y Ke$ha».
Scott Shelter de Pop Crunch le dio a la canción una crítica muy positiva, clasificándola con 9/10 estrellas, agregó que «"Smile" es otra canción pop pegadiza de Lavigne, quien ha estado logrando éxitos durante una década, mucho más de lo que la mayoría habría previsto cuando llegó a la escena con canciones como "Complicated" y "Sk8er Boi"».
Obtuvo otra reacción positiva por parte de Lewis Corner, editor de Digital Spy, quien la clasificó con 4/5 estrellas; comentó que la canción es «un satisfactorio regreso, es pegadiza, aunque forzada, con una melodía de rock suave».  Marcus Gilmer de The A.V. Club comentó que «Lavigne exhibe algunas de sus antiguas  agallas en "Smile", dejando caer algunas malas palabras y haciendo valer su derecho a ser una "perra loca"»; Jon Pareles de The New York Times describió el sencillo: «en "Smile" ella canta usando palabras de cuatro letras [groserías] mientras relata sobre el amor a primera vista y sobre las locuras del rock and roll». Margaret Wappler de Los Angeles Times explica que «En la canción Lavigne celebra una noche de fiesta, posiblemente con su ex marido; con orgullo se hace llamar "perra loca descontrolada", para luego cantar el efusivo coro de amor».
Josh Langhoff de PopMatters dio una crítica mixta: «"Smile" es problemática con su postura a favor del uso del roofie [sedante]»; Langhoff hace referencia a uno de los versos de la canción «Anoche me desmayé, ¿qué has puesto en mi bebida?».
Otros críticos comentaron que el estilo y letras de Smile demuestran que Lavigne sigue teniendo una actitud "adolescente" aún en sus 26 años; de la misma manera juzgaron que la imagen enérgica del sencillo podría dar una visión equivocada del resto del álbum Goodbye Lullaby. Inclusive se tildó a la canción junto con otras de Goodbye Lullaby como «olvidables».

## Formatos
Descarga digital de iTunes Store
1. «Smile» (edición radial) – 3:29

Descarga digital del Reino Unido / Sencillo en CD
1. «Smile» – 3:29
2. «What the Hell» (remezcla de Bimbo Jones) – 4:10
3. «Smile» (vídeo musical) – 3:36

Notas
- En la edición radial, se reemplaza la palabra «bitch» —perra— por «chick» —chica—, de igual manera se censura «shit» —mierda— y se reemplaza «you're fucking crazy» con «you like it crazy».

## Vídeo musical

El estreno del video musical de «Smile» fue realizado a través del sitio web de videos musicales Vevo.

El vídeo musical se filmó en abril de 2011 y fue dirigido por Shane Drake.  Previo al estreno oficial fueron subidos otros tres vídeos en su cuenta Vevo de YouTube, donde se muestra a Lavigne en el set de grabación, estos fueron llamados «Ready, Set, Smile!», «Smile & Style» y «Graffiti Guitar»;

 un cuarto vídeo que mostró el detrás de cámara recibió 120 000 visitas en menos de 24 horas. Muchos críticos dijeron que el video de Smile tiene gran similitud al video de «He Wasn't».[cita requerida]
Se estrenó oficialmente en su cuenta Vevo el 18 de mayo de 2011, hasta la fecha el vídeo ha recibido más de 235 millones de reproducciones.

### Sinopsis
El vídeo comienza con Lavigne en una habitación blanca, con varios amplificadores y carteles de The Black Star Tour detrás de ella. Lleva puesto un minivestido negro con el dibujo de un tigre amarillo y con la frase «Party Crasher» impresas, calzando botas de color negro con trenzas verdes —su atuendo pertenece a su línea de ropa Abbey Dawn—.
Ella empieza decorando el lente de la cámara y el cuarto blanco con grafitis, dibujando el logo de Smile: dos equis que representan los ojos y la palabra "Smile" en forma de una boca sonriente. A continuación, conecta una guitarra eléctrica a un amplificador, momento en el cual comienza la canción. Más tarde se la muestra caminando por las calles de Nueva York, usando una camiseta negra de marca Abbey Dawn con el logo de Smile, también lleva Converses y una tiara. Lavigne se acerca a las personas que parecen tener algún malestar o angustia y toma un pedazo de un corazón roto que se encuentra adentro de ellos; cuando junta todas las piezas del corazón, hace que la gente empiece a sonreír. Las escenas de Lavigne en la ciudad se ven en una escala de grises, pero el color rojo de los pedazos de corazón puede ser visualizado. Finalmente se muestra a Avril sonriendo en la habitación blanca mientras sostiene el corazón.

## Presentaciones en vivo
La primera presentación de la canción fue en un concierto en Hong Kong.
 Lavigne cantó una versión acústica de la misma en Walmart Soundcheck, junto con otras de sus canciones.
Al ser Smile originalmente una canción promocional del álbum, fue incluida en el set list de la mayoría de los conciertos del The Black Star Tour en Asia y luego, al ser anunciado como sencillo, la cantó en el resto del tour. Para la promoción del álbum, la cantante presentó la canción en emisoras de radio como Z100 FM Radio (Nueva York) y en 2DayFM (Australia).
 También cantó la versión acústica en AOL Sessions.
El 1 de junio de 2011 Lavigne hizo oficialmente la primera presentación de «Smile» para un programa televisivo, con la realización de un medley entre dicha canción y «What the Hell» para el programa británico Britain's Got Talent, el 4 de junio cantó para el programa alemán Schlag Den Raab.
El 13 de julio se presentó en America's Got Talent con un popurrí similar al realizado en la versión británica.

El 11 de agosto se presentó en el programa japonés Mezamashi TV para promocionar el sencillo.

## Posicionamiento en listas
| Listas (2011)                          | Mejor posición |
| -------------------------------------- | -------------- |
| Argentina (Argentina Top 20)           | 18             |
| Alemania (Media Control Charts)        | 40             |
| Australia (ARIA)                       | 25             |
| Austria (Ö3 Austria Top 40)            | 37             |
| Bélgica (Ultratop) Flanders            | 2              |
| Bélgica (Ultratop) Wallonia            | 4              |
| Canadá (Canadian Hot 100)              | 59             |
| Corea del Sur (Gaon)                   | 11             |
| Eslovaquia (Radio Top 100)             | 19             |
| Estados Unidos (Billboard Hot 100)     | 68             |
| Estados Unidos (Mainstream Top 40)     | 25             |
| Filipinas (Myx Philippines)            | 5              |
| Indonesia (Creative Disc Top 50 Chart) | 3              |
| Japón (Japan Hot 100)                  | 25             |
| Japón (Adult Contemporary Airplay)     | 14             |
| Líbano (Lebanese Top 20)               | 14             |
| Nueva Zelanda Hot Singles (RMNZ)       | 30             |
| Reino Unido (UK Singles Chart)         | 189            |
| República Checa (Rádio Top 100)        | 23             |
| Taiwán (Taiwán Top 10)                 | 2              |
| Ucrania (FDR Charts)                   | 2              |
| Uruguay (Ranking Top 40 Uruguay)       | 6              |

## Certificaciones
| País           | Organismo certificador | Certificación | Ventas certificadas | Ref    |
| -------------- | ---------------------- | ------------- | ------------------- | ------ |
| Argentina      | CAPIF                  | Oro           | 20 000              | [ 57 ] |
| Australia      | ARIA                   | Platino       | 70 000              | [ 58 ] |
| Estados Unidos | RIAA                   | Platino       | 1 000 000           | [ 59 ] |